# Столбово (Верховазький район)
Сто́лбово (рос. Столбово) — присілок у складі Верховазького району Вологодської області, Росія. Входить до складу Шелотського сільського поселення.

## Населення
Населення — 10 осіб (2010; 14 у 2002).
Національний склад (станом на 2002 рік):
- росіяни — 100 %